# Governo de Fernando de la Rúa

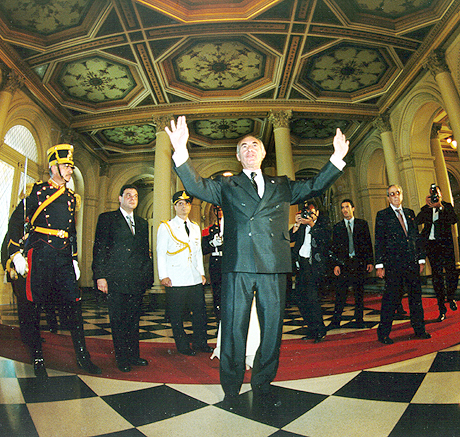
Da Rúa ingressa à Casa Rosada.

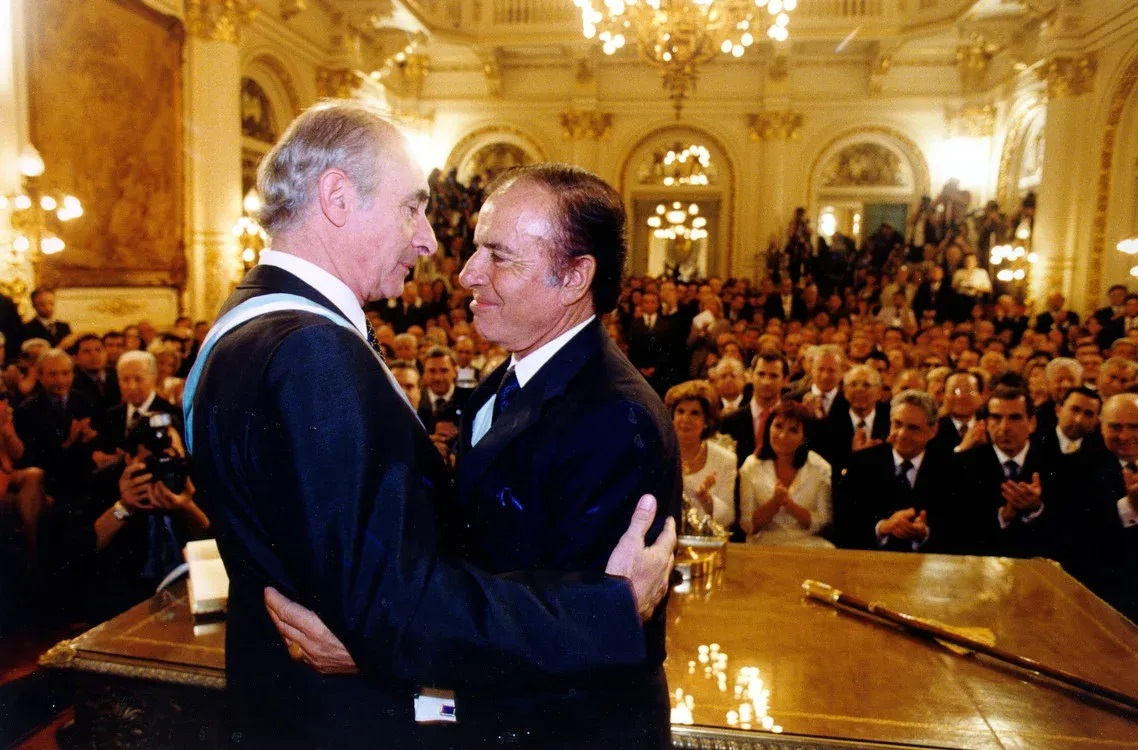
Traspasso presidencial com o Dr. Menem.

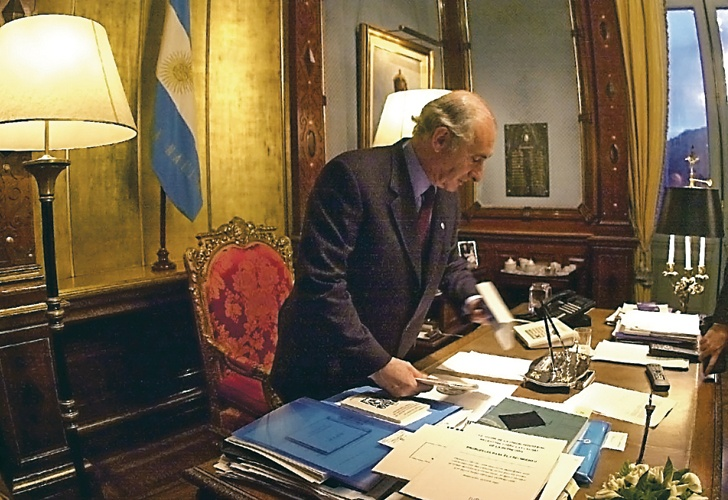
21: O presidente renuncia, 19:30.

A Presidência de Fernando da Rúa aconteceu desde sua assunção o 10 de dezembro de 1999 até sua renúncia, deveria finalizar seu mandato em 10 de dezembro de 2003, mas renunciou em 21 de dezembro de 2001.
Da Rúa ganhou as eleições junto a Carlos Álvarez com o 48.37 % dos votos; 10 milhões de argentinos elegeram-no. Argentina encontrava-se durante uma forte crise que terminaria colapsando ao país e produziria o acontecimento mais crítico na democracia contemporânea.

## Chegada ao Poder
Argentina encontrava-se atravessando uma grave crise económica, as 2/3 partes dos contratos entre particulares (do país) realizavam-se em dólares e não existia uma reserva suficiente de dólares para entregar. A sociedade argentina não queria abandonar a convertibilidad do peso e o governo de Menem se tinha adeudado para manter a paridade económica.
A dívida externa chegava a US$146.000.000.000 em novembro de 1999 e o país tinha uma população para perto de 36 milhões de habitantes: o 32% encontrava-se baixo a linha de pobreza e a isto se lhe somava um 16% de desemprego.

### Grupo Sushi
Seu filho maior, Antonio de la Rúa, foi nomeado assessor de imagem para a campanha publicitária de seu pai. Caminho à eleição, reuniu um grupo de amigos políticos que a Imprensa denominou Grupo Sushi encarregado do marketing político.

### Assunção
O 10 de dezembro de 1999, Fernando Da Rúa jurou como 26 Presidente da Nação Argentina no Congresso da Nação Argentina e depois dirigiu-se para receber de seu antecessor o Dr. Carlos Menem: a Banda Presidencial da Argentina e a Bengala presidencial. Nas ruas a gente se amontonó na praça de Maio, arrojou papelitos ao carro presidencial e interrompeu o trânsito.

## 2000
Cumprindo sua promessa de continuar o 1 peso, 1 dólar, o novo governo seguiu pedindo empréstimos ao Fundo Monetário Internacional para solventarlo, engrossando ainda mais a dívida. Mas foi a algo mais dañoso; o Ministro de Economia José Luis Machinea impulsionou a Lei de Flexibilização Trabalhista que recortou salários e aposentações, ocasionando o mal-estar da população.

### Renúncia de Álvarez
O 7 de outubro o Vice-presidente Chacho Álvarez renunciou alegando corrupção, depois do escândalo de coimas no Senado. Segundo os analistas, sua renúncia avariou à Aliança.

### A blindagem
Em novembro lembrou-se um novo empréstimo por US$40.000.000.000 com o FMI; contribua-los foram do Banco Interamericano de Desenvolvimento, o Banco Mundial e o Governo de Espanha.

## 2001
Em março o Lic. Machinea renunciou ao Ministério de Economia já que A blindagem financeira tinha fracassado. Ante isto assumiu o Lic. Ricardo López Murphy que imediatamente anunciou um forte ajuste fiscal: o mesmo pretendia um recorte de 5% do orçamento para a Educação, baixar aposentações, postergar o pagamento de salários, privatizar o Banco Nação e reduzir despesas em Saúde; a sociedade argentina que se encontrava comovida pelo suicídio do Dr. René Favaloro, evitou as impopulares medidas do Ministro e este deveu renunciar ante a solicitação do Presidente, tão só 15 dias após sua assunção.

### Nomeação de Cavallo
Ante critica-a situação Da Rúa nomeou como novo Ministro ao Lic. Domingo Cavallo, o mesmo que tinha impulsionado a Lei de Convertibilidad do Austral, seu assistente foi o Lic. Federico Sturzenegger. Para então o país já se encontrava afogado pelo déficit orçamental.

#### O Megacanje
Cavallo criou o megacanje: um mecanismo mediante o qual Argentina (que não podia pagar a dívida) mudou títulos, com taxas de interesse de 5%, por outros com um «melhor financiamento» em longo prazo. O verdadeiro é que os novos títulos tinham um interesse de 18% mas resultava prático porque se procurava mais tempo, isto gerou uma grave perda de competitividade da Argentina.

### Eleições de outubro
A má administração de Fernando da Rúa provocou que nas eleições legislativas o Partido Justicialista (oposição), se fizesse com a maioria de ambas câmaras do Congresso e que os membros da União Cívica Radical se molestem com seu líder, a tal grau de se afastar do mesmo. O apoio popular tinha-se perdido.

## Queda
Em novembro a Subdirectora do FMI, Anne Osborn Krueger, anunciou que Argentina não receberia mais dinheiro e isto provocou o pânico bancário.
Ante a desesperante situação caótica, o 3 de dezembro Cavallo anunciou uma drástica medida: o Corralito. O próprio Ministro anunciou a medida por televisão e encarregou-se de explicá-la: por semana não poder-se-ia retirar mais de 250 pesos.

### 19: O Cacerolazo
A tarde do 19 de dezembro a tensão explodiu, começou com bocinazos em Buenos Aires e depois a gente saiu às ruas a golpear suas cacerolas ao grito de: «Que se vão todos!». Dito tumulto propagou-se por todo o país e os saques se multiplicaram.
A resposta do Presidente foi ordenar o desocupe de Praça de Maio por meio da força. A repressão causaria 227 feridos e a morte de 9 pessoas.
Essa noite o Grupo Sushi já inteirado de que tinha morridos mas sem conhecer a quantidade, se reuniu na Quinta de Oliveiras para tratar de encontrar uma solução, Da Rúa se foi dormir às 23 como todos os dias e Enrique Nosiglia avisou por telefone que assistir-se-ia à improvisada junta.

#### Renúncia de Cavallo
Às 22, uma multidão concentrou-se afora da casa do Ministro Domingo Cavallo, exigindo sua renúncia. Cavallo comunicou-se com da Rúa quem esquivó o tema e ordenou falar ao dia seguinte, pelo que o Ministro se deitou, mas às 6:00 am recebeu um chamado de Armando Caro Figueroa: aceitava-se sua renúncia, a mesma tinha sido decidida pelo Grupo Sushi.

### 20 de dezembro
A madruga do 20 de dezembro o Grupo Sushi recebeu pessoalmente a notícia de Nosiglia: ia-se, tinham lembrado com o Peronismo que nesse dia o Presidente renunciaria. Nosiglia ordenou-lhe ao filho maior do mandatário chamar a seu pai, Antonio seguiu a ordem mas não pôde o acordar, horas mais tarde o Grupo Sushi se desmantelou: Da Rúa tinha ficado isolado, só seu filho maior ficou para lhe comunicar a notícia.
Essa a manhã o Presidente lhe oferece o posto de Ministro de Economia a Adalberto Rodríguez Giavarini mas este o recusa, se desconhece a quem mais lhe ofereceu o cargo: ninguém o aceitou.
O Presidente deu uma conferência de imprensa onde convocou a uma reunião de emergência com os Governadores da Províncias, nenhum aceitou o convite.

#### Renúncia[4]
Às 19:30 Da Rúa agradeceu ao fotógrafo presidencial e pediu-lhe uma última foto em seu despacho, aqui assinou o decreto 1682/2001 que enmarcó o actuar policial baixo conmoción interior, autorizando implicitamente a repressão baixo sua responsabilidade. Com um sollozo plasmó sua renúncia num manuscrito dirigido a Ramón Porta e deixou-a sobre seu escritório, depois recolheu uma Constituição da Nação Argentina e abandonou seu escritório. Sua carta dizia:
Subiu ao terraço por um elevador privado onde um helicóptero Sikorsky S-76 Spirit o esperava sem aterrar, o Presidente correu para ele e abordou com a ajuda de suas custodios. A imagem do aeronave abandonando o edifício no caluroso e nublado entardecer, com o líder do país caído e baixo um vocerío de insultos, ficou plasmada para sempre na memória dos argentinos.

#### No último dia
O 21 de dezembro Da Rúa chegou a Casa Rosada às 9:00, ainda seguia sendo Presidente porque a Assembleia Legislativa não tinha aprovado sua renúncia, ingressou caminhando e esteve duas horas: reuniu-se com o Presidente colombiano, Andrés Pastrana Arango e assinou seu último decreto, onde derogó o estado de lugar.